# Tinocor menut
El tinocor menut (Thinocorus rumicivorus) és una espècie d'ocell de la família dels tinocòrids (Thinocoridae) que habita zones àrides a la llarga de la costa des del sud-oest de l'Equador, cap al sud, a través del Perú fins al nord-oest de Xile i zones de l'altiplà andí a l'oest de Bolívia, Xile i nord-oest de l'Argentina fins Terra del Foc i l'Illa de Los Estados.